# 요세프 로마노

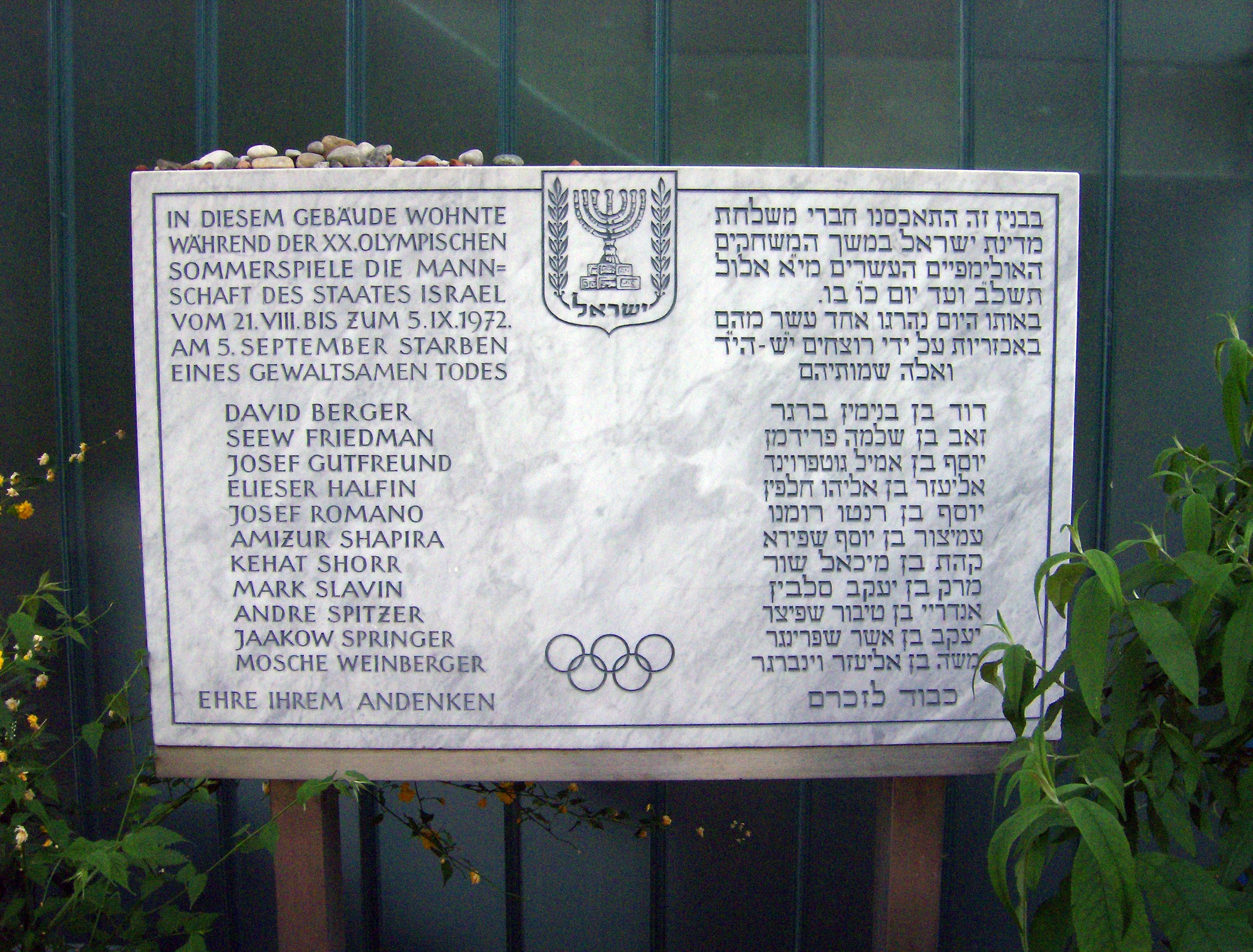
뮌헨에 있는 뮌헨 올림픽 참사 추모 명판

요세프 로마노(히브리어: יוסף רומנו, 1940년 4월 15일 ~ 1972년 9월 5일)는 이스라엘의 역도 선수이다.
리비아의 벵가지의 유대인 가정에서 태어났으며, 6살이었던 1946년에 가족들과 함께 영국 위임통치령 팔레스타인에 알리야를 하였다. 이후 헤르츨리야에서 인테리어 디자인 관련 일을 하며 결혼을 해 딸 3을 두었으며, 1967년 발발한 제3차 중동 전쟁에 참전하였다. 또한 라이트급 및 미들급 역도 선수로 9년간 활약했으며, 이스라엘 역도 대회에서 챔피언에 올랐다. 그 뒤 1972년 하계 올림픽 당시 이스라엘 역도 국가대표팀의 일원으로 참가했으나, 대회 도중 무릎의 힘줄이 파열되어 수술을 받기 위해 1972년 9월 6일 이스라엘로 복귀할 계획을 세웠다.
1972년 9월 5일 새벽 4시경에 팔레스타인의 무장 테러 단체인 검은 9월단 단원 8명이 뮌헨에 위치한 올림픽 선수촌에서 이스라엘 코치와 심판이 묵고 있던 숙소로 침입했으며, 이윽고 괴한들이 레슬링 코치 모셰 바인베르그에게 총상을 입힌 뒤 인질로 붙잡아 선수단이 머무는 곳으로 안내하라고 협박하였다. 그리고 바인베르그는 로마노 등 역도와 레슬링 선수들이 묵고 있던 숙소로 왔으며, 이 과정에서 로마노를 포함해 역도 선수 다비드 베르게르, 제브 프리드만, 레슬링 선수 마르크 슬라빈, 엘리에제르 할핀, 가드 초바리 등 6명이 인질로 붙잡혔다.
이후 괴한들이 인질로 붙잡힌 선수들을 끌고 오는 사이 바인베르그가 괴한 중 한 명인 모하메드 사파디를 공격해 기절시켰으며, 이 틈을 타 로마노는 숙소로 들어가 과도를 들고 괴한 중 한 명인 아피프 아메드 하미드의 얼굴에 타격을 입히고는 AK-47을 빼앗았다. 하지만 그는 나머지 괴한들이 발사한 총에 맞고 쓰러진 뒤 괴한들에게 고문을 당하던 도중 사망했으며, 그의 시체는 경고용으로 나머지 인질들이 보는 앞에 내던져졌다.
사망 이후 뮌헨 올림픽 스타디움에서 희생자들을 기리기 위한 추도식이 거행되었다.

## 같이 보기
- 뮌헨 올림픽 참사